# Перебенесюк Віктор Петрович
Перебенесю́к Ві́ктор Петро́вич (11 січня 1954, радгосп Волго-Донський, Ростовська область, РРФСР) — український науковець, видавець, громадський діяч.

## Біографія
Віктор Перебенесюк народився 11 січня 1954 року в Ростовській області РРФСР (нині Росії), у сім'ї корінних волинян. Його найближчі предки походили з міщан, далекі — з козаків. Дитинство і шкільні роки провів у Костополі на Рівненщині. Освіту здобував у Київському політехнікумі зв'язку (1975), Одеському електротехнічному інституті зв'язку імені О. С. Попова (1981) та Київському інституті політології та соціального управління (1991) за фахом політолог, викладач.
У 1992 році здобув ступінь кандидата філософських наук у Російській академії управління. Стажувався в Українському науковому інституті Гарвардського університету (1995). З 1992 по 1995 працював старшим науковим співробітником, вченим секретарем Українського науково-дослідного інституту проблем молоді. Вів підприємницьку та видавничу діяльність. Заснував та очолював видавництво «ВІП» (1999–2012). Заснував та був головним редактором журналу «Партнерство» (2000–2012). Ветеран праці. Офіцер запасу.
Одружений, має доньку, сина та четверо онуків.

## Наукова діяльність
Віктор Перебенесюк написав низку книг, статей, доповідей з релігієзнавства, соціології, ювенології, конфліктології. Є учасником міжнародних наукових конференцій та конгресів.

## Громадська та політична діяльність
Зі студентських років Віктор Перебенесюк вів активну громадську діяльність. Обирався депутатом Радянської районної ради міста Києва (1987). На парламентських виборах 2002 року балотувався у народні депутати України від «Всеукраїнського об'єднання християн», шістнадцятим у партійному списку, але ця політична сила не подолала прохідний 4% бар'єр.
Також він заснував та очолював громадську організацію «Центр вивчення конфліктів», благодійний фонд «Віче» (2001–2012).
Його діяльність було відзначено низкою нагород та відзнак:
- Диплом 3-го ступеня ВДНГ УРСР (1986)
- Медаль «У пам'ять 1500-річчя Києва» (1986)
- Орден святих Кирила і Мефодія (2004)

## Публікації
- Книги:
  - Перебенесюк В. П. Межконфессиональные отношения и межцерковный конфликт на Украине (результаты социологического исследования). — Киев : Украинский НИИ проблем молодежи, 1992. — 108 с.(рос.)
  - Балакірєва О. М., Бекешкіна І. Е., Гатенюк А. Т., Головатий М. Ф., Головенько В. А., Грабовський С. І., Грабовська І. М., Єременко Г. М., Комарова Н. М., Кисельов М. М., Лактіонова Г. М., Перебенесюк В. П., Полька Н. С., Прибиткова І. М., Ситник О. М., Цибульник В. В., Яременко О. О. Молодь України: для неї і про неї. — Київ : Український НДІ проблем молоді, 1993. — 106 с.
  - Бекешкіна І. Е., Перебенесюк В. П. Соціальні конфлікти і молодь. — Київ : Наукова думка, 1994. — 108 с.
  - Балакірєва О. М., Волинець Л. С., Головатий М. Ф., Головенько В. А., Корнієвський О. А., Комарова Н. М., Кротюк С. Ф., Немирівський Я. В., Перебенесюк В. П., Плохій В. С., Салабай Н. В., Чорноіван А. І., Якубова Ю. М., Яременко О. О. Молоде покоління нової України. — Київ : А. Л. Д, 1995. — 96 с.
  - Єленський В. Є., Перебенесюк В. П. Релігія. Церква. Молодь. — Київ : А. Л. Д, 1996. — 160 с.
  - Борозинець Т. А., Дмитренко Л. П., Закович М. М., Єфремов Ю. М., Кислий А. О., Мегеря О. П., Перебенесюк В. П., Побуцький С. О., Чуприна В. В., Яроцький П. Л. Церква в українському суспільстві : Матеріали соціологічного дослідження. — Київ : ВІП, 2004. — 52 с.

- Статті:
  - Перебенесюк В. П. Молодь України: прогноз готовності до конфлікту і сучасна соціально-економічна ситуація / Бекешкіна І. Е., Єленський В. Є. // Молодь України: стан, проблеми, шляхи розв'язання. Збірник наукових публікацій. — Київ : Український НДІ проблем молоді, 1993. — С. 36-52.
  - Перебенесюк В. П. Релігійна ситуація в Україні: міжцерковні конфлікти і молодь // Молодь України: стан, проблеми, шляхи розв'язання. Збірник наукових публікацій. — Київ : Український НДІ проблем молоді, 1993. — С. 117-121.
  - Перебенесюк В. П. Релігійність сучасної молоді // Молодь України: стан, проблеми, шляхи розв'язання. Збірник наукових публікацій. — Київ : Український НДІ проблем молоді, 1993. — С. 135-145.
  - Перебенесюк В. П. Релігійні організації і молодь / Бондаренко В. Д. // Молодь України: стан, проблеми, шляхи розв'язання. Збірник наукових публікацій. — Київ : Український НДІ проблем молоді, 1994. — Вип. 3. — С. 76-81.
  - Перебенесюк В. П. Соціальні орієнтації віруючої молоді / Єленський В. Є. // Молодь України: стан, проблеми, шляхи розв'язання. Збірник наукових публікацій. — Київ : Український НДІ проблем молоді, 1994. — Вип. 3. — С. 81-87.
  - Перебенесюк В. П. Проблеми релігійності молоді: стан, тенденції, прогноз / Єленський В. Є. // Молодь України: стан, проблеми, шляхи розв'язання. Збірник наукових публікацій. Український НДІ проблем молоді. — Київ : А. Л. Д., 1995. — Вип. 4. — С. 57-66.
  - Perebenesyuk Viktor. The Potential for Conflicts in Ukraine // A Bulletin of Facts, Analysis and Opinion. Perspectives on Contemporary Ukraine. — Cambridge, Massachusetts, USA : The Ukrainian Research Institute – Harvard University, 1995. — Т. Volume 2, вип. 4 (July-August). — С. 1, 3-4, 6-7.(англ.)
  - Perebenesyuk Viktor. Die Neustrukturierung von Religion und Kirche in der posttotalitärien Ukraine / Yelensky Viktor // Religiöser Wandel in den Postkommunistishen Landern Ost-Und Mitteleuropas. Herausgegeben von Detlef Pollack, Irena Borowik und Wolfgang Jagodyinski. — Würzburg : Ergon Verlag, 1998. — С. 479-500.(нім.)